# Gérard Ducarouge
Gérard Ducarouge (Paray-le-Monial, 23 de outubro de 1941 — Neuilly-sur-Seine, 19 de fevereiro de 2015) foi um engenheiro automobilístico e designer de carros francês, notabilizado por trabalhar na Fórmula 1 nas décadas de 1970 e 1980.

## Carreira
Formado na Escola Técnica Nacional de Aeronáutica em seu país, Ducarouge ingressou no automobilismo em 1965, na equipe Matra, trabalhando na Fórmula 3 e na F-1 paralelamente, chegando à Fórmula 2 no ano seguinte, além de participar, com sucesso, das 24 Horas de Le Mans. Sua reputação aumentou com a escolha para chefe de operações do time, culminando com o primeiro título do escocês Jackie Stewart na categoria, em 1969.
Com a saída da Matra, em 1974, Ducarouge seguiu para a equipe Ligier em 1976, trabalhando ao lado de Paul Carillo. Permaneceu na equipe fundada por Guy Ligier até 1981, tendo desenvolvido carros que incomodaram Williams e Brabham, as principais equipes de F-1 no período. Passou ainda pela Alfa Romeo, mas não durou muito na equipe italiana e seguiu para a Lotus, onde viveu seu auge. Entre 1985 e 1987, a equipe inglesa obteve 7 vitórias - destas, 6 foram conquistadas pelo brasileiro Ayrton Senna, saindo em 1988 após a má temporada da Lotus, mesmo com o tricampeão Nelson Piquet e o japonês Satoru Nakajima pilotando o 100T.
Os últimos trabalhos de Ducarouge foram nas equipes Larrousse e Ligier, trabalhando como diretor-técnico até 1994, quando deixou a F-1. O engenheiro faleceu em Neuilly, aos 73 anos de idade. A causa de sua morte não foi divulgada, mas, desde 2012, vinha sofrendo contra uma doença.